# قائمة جسور سوريا

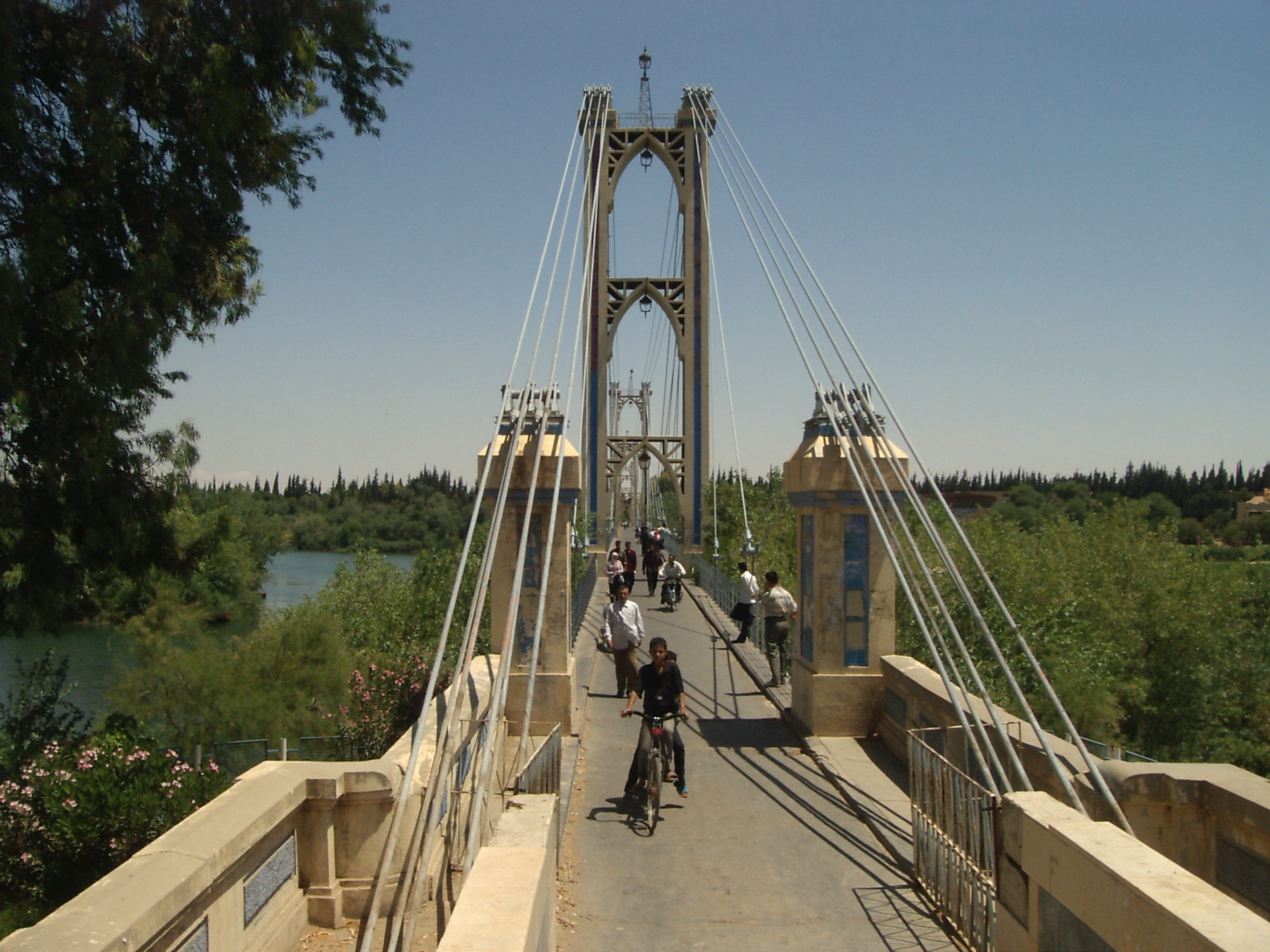
جسر دير الزور المعلق

الجسر أو القنطرة (ج القناطر) هو مُنشأ يُستخدم للعبور من مكان إلى آخر بينهما عائق.

## قائمة الجسور سوريا
تحتوي هذه القائمة على أسماء الجسور في سوريا.
- جسر الرستن
- جسر الهامة
- الجسر الأبيض
- المتحلق الجنوبي

- جسر الرئيس حافظ الأسد
- جسر فيكتوريا
- جسر بنات يعقوب
- جسر دير الزور المعلق
- جسر الرقة